# Tipula (Lunatipula) antichasia
Tipula (Lunatipula) antichasia is een tweevleugelige uit de familie langpootmuggen (Tipulidae). De soort komt voor in het Palearctisch gebied.